# Liste der Länderspiele der antiguanischen Fußballnationalmannschaft
Diese Liste enthält alle offiziellen, von der FIFA anerkannten, Spiele der antiguanischen Fußballnationalmannschaft der Männer.

## Liste der Länderspiele

### 1972 bis 1979
|    | Datum      | Gegner                 | Resultat | Anlass                          | Austragungsort       | Bemerkungen                                                                  |
| -- | ---------- | ---------------------- | -------- | ------------------------------- | -------------------- | ---------------------------------------------------------------------------- |
| 1. | 10.11.1972 | Trinidad und Tobago    | 1:11     | Weltmeisterschaft-Qualifikation | Port of Spain (TRI)  | Erstes offizielles Länderspiel, Erstes Länderspiel gegen Trinidad und Tobago |
| 2. | 19.11.1972 | Trinidad und Tobago    | 1:2      | Weltmeisterschaft-Qualifikation | St. John’s           |                                                                              |
| 3. | 03.12.1972 | Niederländisch-Guayana | 0:6      | Weltmeisterschaft-Qualifikation | St. John’s           | Erstes Länderspiel gegen Niederländisch-Guyana, später Suriname              |
| 4. | 05.12.1972 | Niederländisch-Guayana | 1:3      | Weltmeisterschaft-Qualifikation | St. John’s           |                                                                              |
| 5. | 29.09.1979 | Haiti                  | 0:1      | Freundschaftsspiel              | Port-au-Prince (HTI) | Erstes Länderspiel gegen Haiti                                               |
| 6. | 15.10.1979 | Haiti                  | 1:2      | Freundschaftsspiel              | St. John’s           |                                                                              |

### 1980 bis 1989
|     | Datum      | Gegner                   | Resultat  | Anlass                          | Austragungsort       | Bemerkungen                                            |
| --- | ---------- | ------------------------ | --------- | ------------------------------- | -------------------- | ------------------------------------------------------ |
| 7.  | 27.07.1983 | Trinidad und Tobago      | 1:2       | Freundschaftsspiel              | Cayenne (GUF)        |                                                        |
| 8.  | 04.08.1984 | Haiti                    | 0:4       | Weltmeisterschaft-Qualifikation | Port-au-Prince (HTI) |                                                        |
| 9.  | 07.08.1984 | Haiti                    | 2:1       | Weltmeisterschaft-Qualifikation | Port-au-Prince (HTI) |                                                        |
| 10. | 19.06.1988 | Niederländische Antillen | 0:1       | Weltmeisterschaft-Qualifikation | St. John’s           | Erstes Länderspiel gegen die Niederländischen Antillen |
| 11. | 29.07.1988 | Niederländische Antillen | 1:3 n. V. | Weltmeisterschaft-Qualifikation | Willemstad (ANT)     |                                                        |
| 12. | 23.04.1989 | Jamaika                  | 1:0       | Freundschaftsspiel              | St. John’s           | Erstes Länderspiel gegen Jamaika                       |

### 1990 bis 1999
|     | Datum      | Gegner                         | Resultat        | Anlass                             | Austragungsort       | Bemerkungen                                             |
| --- | ---------- | ------------------------------ | --------------- | ---------------------------------- | -------------------- | ------------------------------------------------------- |
| 13. | 14.04.1990 | Bermuda                        | 2:2             | Freundschaftsspiel                 | Devonshire (BER)     | Erstes Länderspiel gegen Bermuda                        |
| 14. | 16.04.1990 | Bermuda                        | 0:3             | Freundschaftsspiel                 | Prospect (BER)       |                                                         |
| 15. | 29.04.1990 | Barbados                       | 0:1             | Freundschaftsspiel                 | Bridgetown (BRB)     | Erstes Länderspiel gegen Barbados                       |
| 16. | 27.05.1990 | St. Lucia                      | 0:2             | Freundschaftsspiel                 | St. John’s           | Erstes Länderspiel gegen Saint Lucia                    |
| 17. | 19.04.1992 | Niederländische Antillen       | 1:1             | Weltmeisterschaft-Qualifikation    | Willemstad (ANT)     |                                                         |
| 18. | 26.04.1992 | Niederländische Antillen       | 3:0             | Weltmeisterschaft-Qualifikation    | St. John’s           |                                                         |
| 19. | 14.06.1992 | Bermuda                        | 0:3             | Weltmeisterschaft-Qualifikation    | St. John’s           |                                                         |
| 20. | 17.06.1992 | Suriname                       | 1:1             | Karibikmeisterschaft               | Port of Spain (TRI)  |                                                         |
| 21. | 21.06.1992 | Trinidad und Tobago            | 0:7             | Karibikmeisterschaft               | Port of Spain (TRI)  |                                                         |
| 22. | 04.07.1992 | Bermuda                        | 1:2             | Weltmeisterschaft-Qualifikation    | Prospect (BER)       |                                                         |
| 23. | 14.11.1993 | St. Kitts und Nevis            | 3:0             | Freundschaftsspiel                 | St. John’s           | Erstes Länderspiel gegen St. Kitts und Nevis            |
| 24. | 30.04.1995 | St. Kitts und Nevis            | 1:1             | Karibikmeisterschaft-Qualifikation | Basseterre (SKN)     |                                                         |
| 25. | 21.05.1995 | St. Kitts und Nevis            | 2:2 (4:3 n. E.) | Karibikmeisterschaft-Qualifikation | St. John’s           |                                                         |
| 26. | 21.07.1995 | Cayman Islands                 | 0:2             | Karibikmeisterschaft               | Grand Cayman (CAY)   | Erstes Länderspiel gegen die Kaimaninseln               |
| 27. | 23.07.1995 | St. Vincent und die Grenadinen | 1:5             | Karibikmeisterschaft               | Grand Cayman (CAY)   | Erstes Länderspiel gegen St. Vincent und die Grenadinen |
| 28. | 25.07.1995 | Guyana                         | 2:1             | Karibikmeisterschaft               | Grand Cayman (CAY)   | Erstes Länderspiel gegen Guyana                         |
| 29. | 03.12.1995 | Jamaika                        | 1:2             | Freundschaftsspiel                 | St. John’s           |                                                         |
| 30. | 10.03.1996 | Dominica                       | 3:3             | Weltmeisterschaft-Qualifikation    | Roseau (DMA)         | Erstes Länderspiel gegen Dominica                       |
| 31. | 31.03.1996 | Dominica                       | 1:3             | Weltmeisterschaft-Qualifikation    | St. John’s           |                                                         |
| 32. | 06.07.1997 | Grenada                        | 1:3             | Karibikmeisterschaft               | St. John’s           | Erstes Länderspiel gegen Grenada                        |
| 33. | 08.07.1997 | Jamaika                        | 0:2             | Karibikmeisterschaft               | St. John’s           |                                                         |
| 34. | 16.04.1998 | Guyana                         | 2:2             | Karibikmeisterschaft-Qualifikation | St. John’s           |                                                         |
| 35. | 18.04.1998 | Anguilla                       | 7:0             | Karibikmeisterschaft-Qualifikation | St. John’s           | Erstes Länderspiel gegen Anguilla                       |
| 36. | 19.04.1998 | Grenada                        | 2:1             | Karibikmeisterschaft-Qualifikation | St. John’s           |                                                         |
| 37. | 22.07.1998 | Trinidad und Tobago            | 2:3             | Karibikmeisterschaft               | Port of Spain (TRI)  |                                                         |
| 38. | 24.07.1998 | Dominica                       | 2:1             | Karibikmeisterschaft               | Port of Spain (TRI)  |                                                         |
| 39. | 29.07.1998 | Jamaika                        | 0:1             | Karibikmeisterschaft               | Port of Spain (TRI)  |                                                         |
| 40. | 31.07.1998 | Haiti                          | 2:3             | Karibikmeisterschaft               | Port of Spain (TRI)  |                                                         |
| 41. | 12.01.1999 | Bermuda                        | 0:1             | Freundschaftsspiel                 | Hamilton (BER)       |                                                         |
| 42. | 14.01.1999 | Bermuda                        | 1:0             | Freundschaftsspiel                 | Hamilton (BER)       |                                                         |
| 43. | 10.03.1999 | Barbados                       | 0:2             | Karibikmeisterschaft-Qualifikation | Pointe-à-Pitre (GLP) |                                                         |
| 44. | 14.03.1999 | Dominica                       | 1:1             | Karibikmeisterschaft-Qualifikation | Pointe-à-Pitre (GLP) |                                                         |

### 2000 bis 2009
|      | Datum      | Gegner                         | Resultat | Anlass                             | Austragungsort        | Bemerkungen                                          |
| ---- | ---------- | ------------------------------ | -------- | ---------------------------------- | --------------------- | ---------------------------------------------------- |
| 45.  | 19.02.2000 | Dominica                       | 0:2      | Freundschaftsspiel                 | Roseau (DMA)          |                                                      |
| 46.  | 29.02.2000 | Barbados                       | 2:2      | Freundschaftsspiel                 | Bridgetown (BRB)      |                                                      |
| 47.  | 16.04.2000 | Bermuda                        | 0:0      | Weltmeisterschaft-Qualifikation    | St. John’s            |                                                      |
| 48.  | 18.04.2000 | Bermuda                        | 1:1      | Weltmeisterschaft-Qualifikation    | Hamilton (BER)        |                                                      |
| 49.  | 29.04.2000 | Dominica                       | 3:2      | Freundschaftsspiel                 | Tortola (VGB)         |                                                      |
| 50.  | 07.05.2000 | St. Vincent und die Grenadinen | 2:1      | Weltmeisterschaft-Qualifikation    | St. John’s            |                                                      |
| 51.  | 21.05.2000 | St. Vincent und die Grenadinen | 0:4      | Weltmeisterschaft-Qualifikation    | Kingstown (VCT)       |                                                      |
| 52.  | 11.06.2000 | Guatemala                      | 0:1      | Weltmeisterschaft-Qualifikation    | St. John’s            | Erstes Länderspiel gegen Guatemala                   |
| 53.  | 18.06.2000 | Guatemala                      | 1:8      | Weltmeisterschaft-Qualifikation    | Guatemala-Stadt (GUA) |                                                      |
| 54.  | 25.02.2001 | St. Lucia                      | 0:1      | Freundschaftsspiel                 | St. John’s            |                                                      |
| 55.  | 03.03.2001 | Dominikanische Republik        | 2:3      | Karibikmeisterschaft-Qualifikation | St. John’s            | Erstes Länderspiel gegen die Dominikanische Republik |
| 56.  | 04.03.2001 | St. Kitts und Nevis            | 2:2      | Karibikmeisterschaft-Qualifikation | St. John’s            |                                                      |
| 57.  | 29.10.2002 | St. Kitts und Nevis            | 1:1      | Freundschaftsspiel                 | Basseterre (SKN)      |                                                      |
| 58.  | 18.11.2002 | Haiti                          | 0:1      | CONCACAF-Gold-Cup-Qualifikation    | Port-au-Prince (HTI)  |                                                      |
| 59.  | 20.11.2002 | Niederländische Antillen       | 1:1      | CONCACAF-Gold-Cup-Qualifikation    | Port-au-Prince (HTI)  |                                                      |
| 60.  | 26.03.2003 | Trinidad und Tobago            | 0:2      | CONCACAF-Gold-Cup-Qualifikation    | Port of Spain (TRI)   |                                                      |
| 61.  | 28.03.2003 | Kuba                           | 0:2      | CONCACAF-Gold-Cup-Qualifikation    | Port of Spain (TRI)   | Erstes Länderspiel gegen Kuba                        |
| 62.  | 01.02.2004 | St. Kitts und Nevis            | 1:0      | Freundschaftsspiel                 | St. John’s            |                                                      |
| 63.  | 18.02.2004 | Niederländische Antillen       | 2:0      | Weltmeisterschaft-Qualifikation    | St. John’s            |                                                      |
| 64.  | 21.03.2004 | St. Kitts und Nevis            | 3:2      | Freundschaftsspiel                 | Basseterre (SKN)      |                                                      |
| 65.  | 31.03.2004 | Niederländische Antillen       | 0:3      | Weltmeisterschaft-Qualifikation    | Willemstad (ANT)      |                                                      |
| 66.  | 02.11.2004 | Montserrat                     | 5:4      | Karibikmeisterschaft-Qualifikation | Basseterre (SKN)      | Erstes Länderspiel gegen Montserrat                  |
| 67.  | 04.11.2004 | St. Kitts und Nevis            | 0:2      | Karibikmeisterschaft-Qualifikation | Basseterre (SKN)      |                                                      |
| 68.  | 06.11.2004 | St. Lucia                      | 1:2      | Karibikmeisterschaft-Qualifikation | Basseterre (SKN)      |                                                      |
| 69.  | 12.01.2005 | Trinidad und Tobago            | 2:1      | Freundschaftsspiel                 | St. John’s            |                                                      |
| 70.  | 06.02.2005 | Barbados                       | 2:3      | Freundschaftsspiel                 | Bridgetown (BRB)      |                                                      |
| 71.  | 18.12.2005 | Ungarn                         | 0:3      | Freundschaftsspiel                 | Fort Lauderdale (USA) | Erstes Länderspiel gegen Ungarn                      |
| 72.  | 24.02.2006 | Guyana                         | 1:2      | Freundschaftsspiel                 | Linden (GUY)          |                                                      |
| 73.  | 26.02.2006 | Guyana                         | 1:4      | Freundschaftsspiel                 | Georgetown (GUY)      |                                                      |
| 74.  | 27.08.2006 | St. Vincent und die Grenadinen | 1:0      | Freundschaftsspiel                 | St. John’s            |                                                      |
| 75.  | 03.09.2006 | Dominica                       | 1:0      | Freundschaftsspiel                 | St. John’s            |                                                      |
| 76.  | 20.09.2006 | Anguilla                       | 5:3      | Karibikmeisterschaft-Qualifikation | St. John’s            |                                                      |
| 77.  | 22.09.2006 | Barbados                       | 1:3      | Karibikmeisterschaft-Qualifikation | St. John’s            |                                                      |
| 78.  | 24.09.2006 | St. Kitts und Nevis            | 0:1      | Karibikmeisterschaft-Qualifikation | St. John’s            |                                                      |
| 79.  | 03.11.2006 | Grenada                        | 1:1      | Freundschaftsspiel                 | Kingstown (VCT)       |                                                      |
| 80.  | 05.11.2006 | St. Vincent und die Grenadinen | 2:2      | Freundschaftsspiel                 | Kingstown (VCT)       |                                                      |
| 81.  | 24.11.2006 | Guyana                         | 0:6      | Karibikmeisterschaft-Qualifikation | Georgetown (GUY)      |                                                      |
| 82.  | 26.11.2006 | Dominikanische Republik        | 0:2      | Karibikmeisterschaft-Qualifikation | Georgetown (GUY)      |                                                      |
| 83.  | 18.11.2007 | St. Kitts und Nevis            | 0:3      | Freundschaftsspiel                 | Basseterre (SKN)      |                                                      |
| 84.  | 01.12.2007 | St. Kitts und Nevis            | 2:0      | Freundschaftsspiel                 | St. John’s            |                                                      |
| 85.  | 13.01.2008 | Barbados                       | 2:3      | Freundschaftsspiel                 | Bridgetown (BRB)      |                                                      |
| 86.  | 06.02.2008 | Aruba                          | 3:0      | Weltmeisterschaft-Qualifikation    | Oranjestad (ARU)      | Erstes Länderspiel gegen Aruba                       |
| 87.  | 26.03.2008 | Aruba                          | 1:0      | Weltmeisterschaft-Qualifikation    | St. John’s            |                                                      |
| 88.  | 18.05.2008 | St. Lucia                      | 6:1      | Freundschaftsspiel                 | St. John’s            |                                                      |
| 89.  | 08.06.2008 | St. Kitts und Nevis            | 2:0      | Freundschaftsspiel                 | St. John’s            |                                                      |
| 90.  | 17.06.2008 | Kuba                           | 3:4      | Weltmeisterschaft-Qualifikation    | St. John’s            |                                                      |
| 91.  | 22.06.2008 | Kuba                           | 0:4      | Weltmeisterschaft-Qualifikation    | Havanna (CUB)         |                                                      |
| 92.  | 27.08.2008 | Bermuda                        | 4:0      | Karibikmeisterschaft-Qualifikation | Grand Cayman (CAY)    |                                                      |
| 93.  | 30.08.2008 | Cayman Islands                 | 1:1      | Karibikmeisterschaft-Qualifikation | Grand Cayman (CAY)    |                                                      |
| 94.  | 21.09.2008 | Guyana                         | 3:0      | Freundschaftsspiel                 | St. John’s            |                                                      |
| 95.  | 05.11.2008 | Trinidad und Tobago            | 2:3      | Karibikmeisterschaft-Qualifikation | Macoya (TRI)          |                                                      |
| 96.  | 07.11.2008 | Guyana                         | 2:1      | Karibikmeisterschaft-Qualifikation | Macoya (TRI)          |                                                      |
| 97.  | 09.11.2008 | St. Kitts und Nevis            | 4:3      | Karibikmeisterschaft-Qualifikation | Macoya (TRI)          |                                                      |
| 98.  | 04.12.2008 | Haiti                          | 1:1      | Karibikmeisterschaft               | Montego Bay (JAM)     |                                                      |
| 99.  | 06.12.2008 | Kuba                           | 0:3      | Karibikmeisterschaft               | Trelawny (JAM)        |                                                      |
| 100. | 03.06.2009 | Guyana                         | 2:1      | Freundschaftsspiel                 | Paramaribo (SUR)      |                                                      |
| 101. | 28.06.2009 | Grenada                        | 2:2      | Freundschaftsspiel                 | St. George’s (GRN)    |                                                      |

### 2010 bis 2019
|      | Datum      | Gegner                         | Resultat  | Anlass                             | Austragungsort        | Bemerkungen                                                  |
| ---- | ---------- | ------------------------------ | --------- | ---------------------------------- | --------------------- | ------------------------------------------------------------ |
| 102. | 21.07.2010 | Trinidad und Tobago            | 1:4       | Freundschaftsspiel                 | Macoya (TRI)          |                                                              |
| 103. | 28.08.2010 | St. Kitts und Nevis            | 1:1       | Freundschaftsspiel                 | Basseterre (SKN)      |                                                              |
| 104. | 19.09.2010 | Trinidad und Tobago            | 0:1       | Freundschaftsspiel                 | St. John’s            |                                                              |
| 105. | 23.09.2010 | St. Lucia                      | 5:0       | Freundschaftsspiel                 | St. John’s            |                                                              |
| 106. | 10.11.2010 | Suriname                       | 2:1       | Karibikmeisterschaft-Qualifikation | St. John’s            |                                                              |
| 107. | 12.11.2010 | Dominica                       | 0:0       | Karibikmeisterschaft-Qualifikation | St. John’s            |                                                              |
| 108. | 14.11.2010 | Kuba                           | 0:0       | Karibikmeisterschaft-Qualifikation | St. John’s            |                                                              |
| 109. | 27.11.2010 | Jamaika                        | 1:3       | Karibikmeisterschaft               | Rivière-Pilote (MTQ)  |                                                              |
| 110. | 29.11.2010 | Guyana                         | 1:0       | Karibikmeisterschaft               | Rivière-Pilote (MTQ)  |                                                              |
| 111. | 27.05.2011 | Grenada                        | 2:2       | Freundschaftsspiel                 | St. George’s (GRN)    |                                                              |
| 112. | 26.08.2011 | St. Vincent und die Grenadinen | 1:0       | Freundschaftsspiel                 | St. John’s            |                                                              |
| 113. | 28.08.2011 | St. Vincent und die Grenadinen | 2:2       | Freundschaftsspiel                 | St. John’s            |                                                              |
| 114. | 02.09.2011 | Curaçao                        | 5:2       | Weltmeisterschaft-Qualifikation    | St. John’s            | Erstes Länderspiel gegen Curaçao                             |
| 115. | 06.09.2011 | Amerikanische Jungferninseln   | 8:1       | Weltmeisterschaft-Qualifikation    | Frederiksted (VIR)    | Erstes Länderspiel gegen die Amerikanischen Jungferninseln   |
| 116. | 07.10.2011 | Curaçao                        | 3:0       | Weltmeisterschaft-Qualifikation    | Willemstad (CUW)      |                                                              |
| 117. | 11.10.2011 | Amerikanische Jungferninseln   | 10:0      | Weltmeisterschaft-Qualifikation    | St. John’s            |                                                              |
| 118. | 11.11.2011 | Haiti                          | 1:0       | Weltmeisterschaft-Qualifikation    | St. John’s            |                                                              |
| 119. | 15.11.2011 | Haiti                          | 1:2       | Weltmeisterschaft-Qualifikation    | Port-au-Prince (HTI)  |                                                              |
| 120. | 29.02.2012 | Trinidad und Tobago            | 0:4       | Freundschaftsspiel                 | St. John’s            |                                                              |
| 121. | 03.03.2012 | St. Kitts und Nevis            | 0:1       | Freundschaftsspiel                 | Basseterre (SKN)      |                                                              |
| 122. | 30.03.2012 | St. Vincent und die Grenadinen | 0:1       | Freundschaftsspiel                 | Kingstown (VCT)       |                                                              |
| 123. | 01.04.2012 | St. Vincent und die Grenadinen | 2:1       | Freundschaftsspiel                 | Kingstown (VCT)       |                                                              |
| 124. | 08.06.2012 | Vereinigte Staaten             | 1:3       | Weltmeisterschaft-Qualifikation    | Tampa (USA)           | Erstes Länderspiel gegen die Vereinigten Staaten von Amerika |
| 125. | 12.06.2012 | Jamaika                        | 0:0       | Weltmeisterschaft-Qualifikation    | St. John’s            |                                                              |
| 126. | 07.09.2012 | Guatemala                      | 1:3       | Weltmeisterschaft-Qualifikation    | Guatemala-Stadt (GUA) |                                                              |
| 127. | 11.09.2012 | Guatemala                      | 0:1       | Weltmeisterschaft-Qualifikation    | St. John’s            |                                                              |
| 128. | 12.10.2012 | Vereinigte Staaten             | 1:2       | Weltmeisterschaft-Qualifikation    | St. John’s            |                                                              |
| 129. | 16.10.2012 | Jamaika                        | 1:4       | Weltmeisterschaft-Qualifikation    | Kingston (JAM)        |                                                              |
| 130. | 07.12.2012 | Dominikanische Republik        | 1:2       | Karibikmeisterschaft               | St. John’s            |                                                              |
| 131. | 09.12.2012 | Trinidad und Tobago            | 2:0       | Karibikmeisterschaft               | St. John’s            |                                                              |
| 132. | 11.12.2012 | Haiti                          | 0:1       | Karibikmeisterschaft               | St. John’s            |                                                              |
| 133. | 03.09.2014 | Anguilla                       | 6:0       | Karibikmeisterschaft-Qualifikation | St. John’s            |                                                              |
| 134. | 05.09.2014 | Dominikanische Republik        | 2:1       | Karibikmeisterschaft-Qualifikation | St. John’s            |                                                              |
| 135. | 07.09.2014 | St. Vincent und die Grenadinen | 2:1       | Karibikmeisterschaft-Qualifikation | St. John’s            |                                                              |
| 136. | 08.10.2014 | St. Lucia                      | 2:1       | Karibikmeisterschaft-Qualifikation | Couva (TRI)           |                                                              |
| 137. | 10.10.2014 | Dominikanische Republik        | 0:0       | Karibikmeisterschaft-Qualifikation | Couva (TRI)           |                                                              |
| 138. | 12.10.2014 | Trinidad und Tobago            | 0:1       | Karibikmeisterschaft-Qualifikation | Couva (TRI)           |                                                              |
| 139. | 12.11.2014 | Haiti                          | 2:2       | Karibikmeisterschaft               | Montego Bay (JAM)     |                                                              |
| 140. | 14.11.2014 | Jamaika                        | 0:3       | Karibikmeisterschaft               | Montego Bay (JAM)     |                                                              |
| 141. | 16.11.2014 | Martinique                     | 0:2       | Karibikmeisterschaft               | Montego Bay (JAM)     | Erstes Länderspiel gegen Martinique                          |
| 142. | 08.03.2015 | Amerikanische Jungferninseln   | 2:0       | Freundschaftsspiel                 | St. John’s            |                                                              |
| 143. | 15.03.2015 | Dominica                       | 1:0       | Freundschaftsspiel                 | St. John’s            |                                                              |
| 144. | 22.03.2015 | Britische Jungferninseln       | 1:0       | Freundschaftsspiel                 | St. John’s            | Erstes Länderspiel gegen die Britischen Jungferninseln       |
| 145. | 10.06.2015 | St. Lucia                      | 1:3       | Weltmeisterschaft-Qualifikation    | St. John’s            |                                                              |
| 146. | 14.06.2015 | St. Lucia                      | 4:1       | Weltmeisterschaft-Qualifikation    | St. John’s            |                                                              |
| 147. | 04.09.2015 | Guatemala                      | 1:0       | Weltmeisterschaft-Qualifikation    | St. John’s            |                                                              |
| 148. | 08.09.2015 | Guatemala                      | 0:2       | Weltmeisterschaft-Qualifikation    | Guatemala-Stadt (GUA) |                                                              |
| 149. | 23.03.2016 | Aruba                          | 2:1       | Karibikmeisterschaft-Qualifikation | St. John’s            |                                                              |
| 150. | 29.03.2016 | St. Kitts und Nevis            | 0:1       | Karibikmeisterschaft-Qualifikation | Basseterre (SKN)      |                                                              |
| 151. | 04.06.2016 | Puerto Rico                    | 1:2 n. V. | Karibikmeisterschaft-Qualifikation | Bayamón (PUR)         | Erstes Länderspiel gegen Puerto Rico                         |
| 152. | 07.06.2016 | Grenada                        | 5:1       | Karibikmeisterschaft-Qualifikation | St. John’s            |                                                              |
| 153. | 05.10.2016 | Curaçao                        | 0:3       | Karibikmeisterschaft-Qualifikation | Willemstad (CUW)      |                                                              |
| 154. | 08.10.2016 | Puerto Rico                    | 2:0       | Karibikmeisterschaft-Qualifikation | St. John’s            |                                                              |
| 155. | 22.11.2016 | Estland                        | 0:1       | Freundschaftsspiel                 | St. John’s            | Erstes Länderspiel gegen Estland                             |
| 156. | 22.03.2018 | Bermuda                        | 3:2       | Freundschaftsspiel                 | St. John’s            |                                                              |
| 157. | 26.03.2018 | Jamaika                        | 1:1       | Freundschaftsspiel                 | Kingston (JAM)        |                                                              |
| 158. | 26.03.2018 | Dominica                       | 0:0       | Freundschaftsspiel                 | St. John’s            |                                                              |
| 159. | 30.04.2018 | Jamaika                        | 0:2       | Freundschaftsspiel                 | St. John’s            |                                                              |
| 160. | 07.09.2018 | St. Lucia                      | 0:3       | CONCACAF Nations League            | North Sound           |                                                              |
| 161. | 12.10.2018 | Bahamas                        | 6:0       | CONCACAF Nations League            | Nassau (BAH)          | Erstes Länderspiel gegen die Bahamas                         |
| 162. | 19.11.2018 | Martinique                     | 2:4       | CONCACAF Nations League            | Fort-de-France (MTQ)  |                                                              |
| 163. | 23.03.2019 | Curaçao                        | 2:1       | CONCACAF Nations League            | North Sound           |                                                              |
| 164. | 25.08.2019 | St. Kitts und Nevis            | 0:3       | Freundschaftsspiel                 | Basseterre (SKN)      |                                                              |
| 165. | 27.08.2019 | St. Kitts und Nevis            | 3:4       | Freundschaftsspiel                 | Basseterre (SKN)      |                                                              |
| 166. | 06.09.2019 | Jamaika                        | 0:6       | CONCACAF Nations League            | Montego Bay (JAM)     |                                                              |
| 167. | 09.09.2019 | Aruba                          | 2:1       | CONCACAF Nations League            | North Sound           |                                                              |
| 168. | 11.10.2019 | Guyana                         | 2:1       | CONCACAF Nations League            | North Sound           |                                                              |
| 169. | 14.10.2019 | Guyana                         | 1:5       | CONCACAF Nations League            | Leonora (GUY)         |                                                              |
| 170. | 15.11.2019 | Jamaika                        | 0:2       | CONCACAF Nations League            | North Sound           |                                                              |
| 171. | 18.11.2019 | Aruba                          | 3:2       | CONCACAF Nations League            | Willemstad (CUW)      |                                                              |
| 172. | 21.11.2019 | Guatemala                      | 0:8       | Freundschaftsspiel                 | Coatepeque (GUA)      |                                                              |

### Seit 2020
|      | Datum      | Gegner                       | Resultat | Anlass                          | Austragungsort                   | Bemerkungen                          |
| ---- | ---------- | ---------------------------- | -------- | ------------------------------- | -------------------------------- | ------------------------------------ |
| 173. | 24.03.2021 | Montserrat                   | 2:2      | WM-Qualifikation                | Willemstad (CUW)                 |                                      |
| 174. | 27.03.2021 | Amerikanische Jungferninseln | 3:0      | WM-Qualifikation                | Christiansted (VIR)              |                                      |
| 175. | 04.06.2021 | Grenada                      | 1:0      | WM-Qualifikation                | North Sound                      |                                      |
| 176. | 09.06.2021 | El Salvador                  | 0:3      | WM-Qualifikation                | San Salvador (SLV)               | Erstes Länderspiel gegen El Salvador |
| 177. | 02.06.2022 | Barbados                     | 1:0      | CONCACAF Nations League 2022/23 | Gros Islet (LCA)                 |                                      |
| 178. | 05.06.2022 | Guadeloupe                   | 1:0      | CONCACAF Nations League 2022/23 | Basseterre (KNA)                 | Erstes Länderspiel gegen Guadeloupe  |
| 179. | 09.06.2022 | Kuba                         | 0:2      | CONCACAF Nations League 2022/23 | Basseterre (KNA)                 |                                      |
| 180. | 12.06.2022 | Kuba                         | 1:3      | CONCACAF Nations League 2022/23 | Santiago de Cuba (CUB)           |                                      |
| 181. | 23.03.2023 | Guadeloupe                   | 1:0      | CONCACAF Nations League 2022/23 | Les Abymes (GLP)                 |                                      |
| 182. | 26.03.2023 | Barbados                     | 1:2      | CONCACAF Nations League 2022/23 | North Sound                      |                                      |
| 183. | 16.06.2023 | Guadeloupe                   | 0:5      | Gold Cup 2023                   | Fort Lauderdale (USA)            |                                      |
| 184. | 09.09.2023 | Guyana                       | 1:5      | CONCACAF Nations League 2023/24 | St. John’s                       |                                      |
| 185. | 13.09.2023 | Puerto Rico                  | 0:5      | CONCACAF Nations League 2023/24 | Nassau (BHS)                     |                                      |
| 186. | 15.10.2023 | Bahamas                      | 4:1      | CONCACAF Nations League 2023/24 | Nassau (BHS)                     |                                      |
| 187. | 17.10.2023 | Bahamas                      | 2:2      | CONCACAF Nations League 2023/24 | St. John’s                       |                                      |
| 188. | 18.11.2023 | Puerto Rico                  | 2:3      | CONCACAF Nations League 2023/24 | St. John’s                       |                                      |
| 189. | 22.11.2023 | Guyana                       | 0:6      | CONCACAF Nations League 2023/24 | Santo Domingo (DOM)              |                                      |
| 190. | 05.06.2024 | Bermuda                      | 1:1      | WM-Qualifikation                | Piggotts                         |                                      |
| 191. | 08.06.2024 | Cayman Islands               | 0:1      | WM-Qualifikation                | George Town (CYM)                |                                      |
| 192. | 07.09.2024 | Dominica                     | 1:2      | CONCACAF Nations League 2024/25 | Piggotts                         |                                      |
| 193. | 10.09.2024 | Bermuda                      | 0:1      | CONCACAF Nations League 2024/25 | Piggotts                         |                                      |
| 194. | 10.09.2024 | Bermuda                      | 0:5      | CONCACAF Nations League 2024/25 | Hamilton (BMU)                   |                                      |
| 195. | 15.10.2024 | Dominikanische Republik      | 0:5      | CONCACAF Nations League 2024/25 | Hamilton (BMU)                   |                                      |
| 196. | 16.11.2024 | Bermuda                      | 1:2      | CONCACAF Nations League 2024/25 | Santiago de los Caballeros (DOM) |                                      |
| 197. | 19.11.2024 | Dominica                     | 0:0      | CONCACAF Nations League 2024/25 | Santiago de los Caballeros (DOM) |                                      |
|      | 06.06.2025 | Kuba                         | -:-      | WM-Qualifikation                |                                  |                                      |
|      | 10.06.2025 | Honduras                     | -:-      | WM-Qualifikation                |                                  |                                      |